# Теплолікування
Теплолікування — лікування теплом. Теплоносіями є грязі (мулові, торф'яні, сапропельові, сопочні), парафін, озокерит, глина, пісок.
Інколи, пелоїдотерапія.

## Грязеглинолікування
Усі види грязі та глини нагрівають у водяній бані та накладають на потрібну ділянку тіла шаром 3-10 см на 15-30 хв через день, іноді щоденно. Курс 10-20 процедур. Температура мулової грязі 42-44 °C, торф'яних 48-50 °C. По закінченню процедури грязь змивають теплою (37 °C) водою, хворого витирають та дають відпочити 30-40 хв.
Під час грязелікування можуть з'явитися так звані грязьові реакції організму, загальні та місцеві. Загальні виражаються втомою, загальним нездужанням, серцебиттям. Місцеві — загостренням болю в ураженому органі. При появі таких реакцій лікування припиняють на 3-5 днів, потім продовжують зі зниженням температури аплікації, збільшенням паузи між процедурами, зменшенням тривалості впливу.

## Парафінолікування
Перед застосуванням парафін нагрівають у водяній бані. Для уникнення опіків парафін повинен бути зневоднений нагріванням до 100 °C упродовж 15 хв.
Способи застосування:
1. Змащування: розігрітий парафін наносять повторно на потрібну ділянку тіла широкою малярною кистю шаром 1 см
2. Парафінова ванна: кисть (стопу) змащують парафіном та потім опускають її у клейончатий мішечок, наповнений парафіном більш високої температури (52-55 °C)
3. Аплікації серветок: марлеві серветки, зшиті з 9-10 шарів марлі, просякають парафіном 60-70 °C, видавлюють та накладають на потрібну ділянку тіла, змащену парафіном.
4. Кювето-аплікаційний: розігрітий парафін наливають у кювети шаром 2-3 см. Застигнутий парафін виймають з кювета та накладають на потрібну ділянку тіла.

При всіх способах шкіру попередньо ретельно висушують, голять та змащують вазеліном. Зверху парафіну накладають клейонку, теплий ватник та вкутують хворого простирадлом, ковдрою. Тривалість процедури 30-60 хвилин щоденно або через день. Курс лікування 10-15-20 процедур.
Парафін застосовують й для лікування ран, виразок, опіків. Для цього користуються парафіно-масляною сумішшю: 75% пастеризованого парафіну, 25% вітамінізованого риб'ячого жиру або бавовняної олії. Суміш наносять пульверизатором на уражену ділянку шкіри, охоплюючи 2-3 см здорової шкіри навколо. Зверху цього шару накладають стерильні серветки, просякнуті цією сумішшю, та бинтують бинтом.

## Озокеритолікування
Озокерит — гірський віск, природний продукт, воскоподібна коричнева маса. Для лікувальних цілей придатний тільки природний медичний озокерит. Зі всіх теплоносіїв озокерит має найвищу теплозберігаючу здатність. Способи застосування подібні до парафіну — найуживаніший кювето-аплікаційний.